# Sébastien Gimbert
Sébastien Gimbert (Le Puy-en-Velay, 9 de septiembre de 1977) es un expiloto de motociclismo francés, que compitió tanto en el  Campeonato del Mundo de Motociclismo como en el Mundial de resistencia.

## Biografía
Campeón de Francia en la categoría de 250cc en 1996 y 1997, antes de dedicarse íntegramente al Campeonato del Mundo de Motociclismo con una Honda privada en 1998 y 1999 en 500cc para posteriormente bajar a 250 en la 2000. En todas estas temporadas, no tuvo resultados destacables.
Desde 2001 hasta 2004 se dedica principalmente a las pruebas de resistencia con notable éxito al ganar en estos años Le Mans, Spa-Francorchamps y la Bol d'Or. Estos éxitos ayudaron a que en 2004 intentar el Mundial de resistencia. De todas maneras, Gimbert todavía participa en carreras más cortas, acabando segundo en las carreras de Super Production francesas de 2003. También compitió en carreras del Campeonato Mundial de Superbikes entre 2003 y 2006. A partir de 2007, también participó en Campeonato Mundial de Supersport.

## Resultados en el Campeonato del Mundo
Sistema de puntuación de 1993 hasta 2022:
| Posición | 1.º | 2.º | 3.º | 4.º | 5.º | 6.º | 7.º | 8.º | 9.º | 10.º | 11.º | 12.º | 13.º | 14.º | 15.º |
| Puntos   | 25  | 20  | 16  | 13  | 11  | 10  | 9   | 8   | 7   | 6    | 5    | 4    | 3    | 2    | 1    |

### Carreras por año
| Año  | Categoría | Moto      | 1       | 2      | 3       | 4       | 5      | 6       | 7      | 8       | 9       | 10      | 11      | 12      | 13      | 14     | 15     | 16      | Ptos. | Pos. |
| ---- | --------- | --------- | ------- | ------ | ------- | ------- | ------ | ------- | ------ | ------- | ------- | ------- | ------- | ------- | ------- | ------ | ------ | ------- | ----- | ---- |
| 1996 | 250cc     | Honda     | MAL -   | IDN -  | JAP -   | ESP -   | ITA -  | FRA 20  | NED -  | ALE -   | GBR -   | AUT -   | CZE -   | IMO -   | CAT -   | RIO -  | AUS -  |         | 0     | -    |
| 1997 | 250cc     | Honda     | MAL -   | JAP -  | ESP -   | ITA -   | AUT -  | FRA 13  | NED -  | IMO -   | ALE -   | RIO -   | GBR -   | CZE -   | CAT -   | IDN -  | AUS -  |         | 3     | 31.º |
| 1998 | 500cc     | Honda     | JAP Ret | MAL 13 | ESP 17  | ITA 15  | FRA 16 | MAD DNQ | NED -  | GBR -   | ALE -   | CZE 19  | IMO Ret | CAT Ret | AUS Ret | ARG 16 |        |         | 4     | 29.º |
| 1999 | 500cc     | Honda     | MAL 16  | JAP 16 | ESP Ret | FRA 12  | ITA 13 | CAT 14  | NED 14 | GBR Ret | ALE 14  | CZE Ret | IMO 16  | VAL 13  | AUS Ret | RSA 19 | RIO 18 | ARG 17  | 16    | 19.º |
| 2000 | 250cc     | TSR-Honda | RSA -   | MAL -  | JAP -   | ESP -   | FRA 21 | ITA Ret | CAT 16 | NED 12  | GBR Ret | ALE 13  | CZE 18  | POR 9   | VAL Ret | RIO 14 | PAC 18 | AUS Ret | 16    | 22.º |
| 2000 | 500cc     | Honda     | RSA 12  | MAL 15 | JAP 17  | ESP Ret | FRA -  | ITA -   | CAT -  | NED -   | GBR -   | ALE -   | CZE -   | POR -   | VAL -   | RIO -  | PAC -  | AUS -   | 5     | 22.º |
| 2001 | 500cc     | Paton     | JAP -   | RSA -  | ESP -   | FRA -   | ITA -  | CAT -   | NED -  | GBR DNQ | ALE -   | CZE -   | POR -   | VAL -   | PAC -   | AUS -  | MAL -  | RIO -   | 0     | -    |

| Color     | Resultado                                                               |
| --------- | ----------------------------------------------------------------------- |
| Oro       | Ganador                                                                 |
| Plata     | 2.ª plaza                                                               |
| Bronce    | 3.ª plaza                                                               |
| Verde     | Finalizó en los puntos                                                  |
| Azul      | Finalizó sin puntos                                                     |
| Azul      | NC - No clasificado                                                     |
| Violeta   | Ret - No terminó (Carrera)                                              |
| Rojo      | DNQ - No se clasificó                                                   |
| Negro     | DSQ - Descalificado                                                     |
| Blanco    | DNS - No empezó (carrera)                                               |
| Blanco    | WD - Retirado (fin de semana)                                           |
| Blanco    | C - Carrera cancelada                                                   |
| Sin color | DNP - Inscrito pero no participó                                        |
| Sin color | INJ - Lesionado                                                         |
| Sin color | EX - Excluido                                                           |
| Estado    | Resultado                                                               |
| Negrita   | Pole position                                                           |
| Cursiva   | Vuelta rápida                                                           |
| †         | Abandona, pero clasifica al completar el porcentaje requerido para ello |